# Wandów (gromada)
Wandów – dawna gromada, czyli najmniejsza jednostka podziału terytorialnego Polskiej Rzeczypospolitej Ludowej w latach 1954–1972.
Gromady, z gromadzkimi radami narodowymi (GRN) jako organami władzy najniższego stopnia na wsi, funkcjonowały od reformy reorganizującej administrację wiejską przeprowadzonej jesienią 1954 do momentu ich zniesienia z dniem 1 stycznia 1973, tym samym wypierając organizację gminną w latach 1954–1972.
Gromadę Wandów z siedzibą GRN w Wandowie utworzono – jako jedną z 8759 gromad na obszarze Polski – w powiecie łukowskim w woj. lubelskim na mocy uchwały nr 13 WRN w Lublinie z dnia 5 października 1954. W skład jednostki weszły obszary dotychczasowych gromad Wandów, Kamień, Osiny, Wnętrzne, Grudź i Aleksandrów ze zniesionej gminy Mysłów w tymże powiecie. Dla gromady ustalono 20 członków gromadzkiej rady narodowej.
1 stycznia 1962 do gromady Wandów włączono wieś i kolonię Fiukówka oraz wieś Kasyldów ze zniesionej gromady Fiukówka w tymże powiecie.
1 stycznia 1965 z gromady Wandów wyłączono wieś Fiukówka, włączając ją do gromady Krzywda w tymże powiecie.
Gromada przetrwała do końca 1972 roku, czyli do kolejnej reformy gminnej.